# Molsheim
Molsheim là một xã trong tỉnh Bas-Rhin, thuộc vùng Grand Est của nước Pháp, có dân số là 9335 người (thời điểm 1999). Xã nằm cạnh sông Bruche này nổi tiếng nhờ vào nhà sản xuất ô tô Bugatti.

## Thông tin nhân khẩu
| 1962  | 1968  | 1975  | 1982  | 1990  | 1999  |
| ----- | ----- | ----- | ----- | ----- | ----- |
| 4.955 | 5.739 | 6.649 | 6.928 | 7.973 | 9.335 |